# Lužce (zámek)
Lužce jsou zámek ve stejnojmenné vesnici v okrese Beroun ve Středočeském kraji. Ve starším poplužním dvoře jej ve druhé polovině sedmnáctého století založili augustiniáni z pražského kláštera svatého Tomáše. Zámek spolu se špýcharem jsou chráněné jako kulturní památka.

## Historie
Vesnice Lužce je písemně doložena k roku 1224. Stával v ní poplužní dvůr, který v roce 1369 Bořivoj z Lochovic prodal augustiniánům z pražského kláštera svatého Tomáše. V roce 1419 byla vesnice klášteru zkonfiskována, ale v době vlády krále Vladislava II. vykoupena.
V polovině sedmnáctého století nechal klášter ve dvoře vybudovat barokní zámek, který se stal letním sídlem svatotomášského převora a sloužil také potřebám vrchnostenské správy dvora. V některých obdobích klášter lužecký dvůr pronajímal. V první polovině devatenáctého století byl nájemcem Filip Bílek a od 15. března 1854 do roku 1863 Elias Lichtenstern, který za něj platil 2400 zlatých ročně. Lichtenstern smlouvu později prodloužil, protože byl nájemcem ještě v červnu 1880. Na začátku devadesátých let devatenáctého století skončil pronájem Jakubu BLochlovi a od roku 1893 si jej pronajímal Jan František Kreisl, kterému patřil sousední Vysoký Újezd. V období 1903–1917 měli dvůr v nájmu manželé František a Božena Hustolesovi. Po dočasném omezení vlastnického práva z roku 1921 klášter uzavřel poslední nájemní smlouvu s Josefem a Marií Mazánkovými, kteří dvůr spravovali do začátku roku 1947.
Zámeček v majetku kláštera zůstal do roku 1948 a ve druhé polovině dvacátého století celý dvůr využívalo jednotné zemědělské družstvo, které mělo v zámku kanceláře a byty. V roce 2000 společnost ZD Mořina prodala zámek Věře Gironiové, která začala s postupnou rekonstrukcí areálu. Vzhledem k dlouhodobě zanedbané údržbě byla poškozena zejména střecha i klenba kaple. Roku 2016 zámek zdědil Richard Gironi, který v opravách pokračoval.

## Stavební podoba
Dvůr se zámkem stojí na západním okraji vesnice. Areál dvora má trojúhelníkový půdorys a vlastní zámek stojí v jeho východní části. Je to obdélná patrová budova. Z půdorysu zámku vystupuje pětiboký rizalit s kaplí svatého Michaela, která zaujímá přízemí i první patro věže. Věž má polygonální střechu, z níž vybíhá sanktusník. Většina oken zámku je obdélná a lemovaná šambránami, pouze kaple má okna obloukovitá. Fasády člení pouze nárožní lizéna a podstřešní římsa.
Dvůr uzavírají dvě křídla hospodářských budov, zejména stáje a stodoly. Na jižní straně dvora stojí špýchar s přístavkem barokní kůlny.